# ビヤ川
ビヤ川（ビヤがわ、英語: Biya、ロシア語: Бия、南アルタイ語: Бий-суу）はロシアのアルタイ共和国およびアルタイ地方を流れる川である。オビ川の源流をなし、カトゥニ川と合流してオビ川となる。
主な支流は、左岸側にピザ川（Пыжа）、サリコクシャ川（Сарыкокша）、右岸側にレベジ川（Лебедь）がある。
ビヤ川の長さは301km、流域面積は37,000平方kmにおよぶ。水源はアルタイ山脈山中のテレツコイェ湖であり、北西へと流れる。ビヤ川は11月半ばから12月初旬に凍結し、4月半ばには解ける。ビヤ川はビイスクの町まで航行可能である。

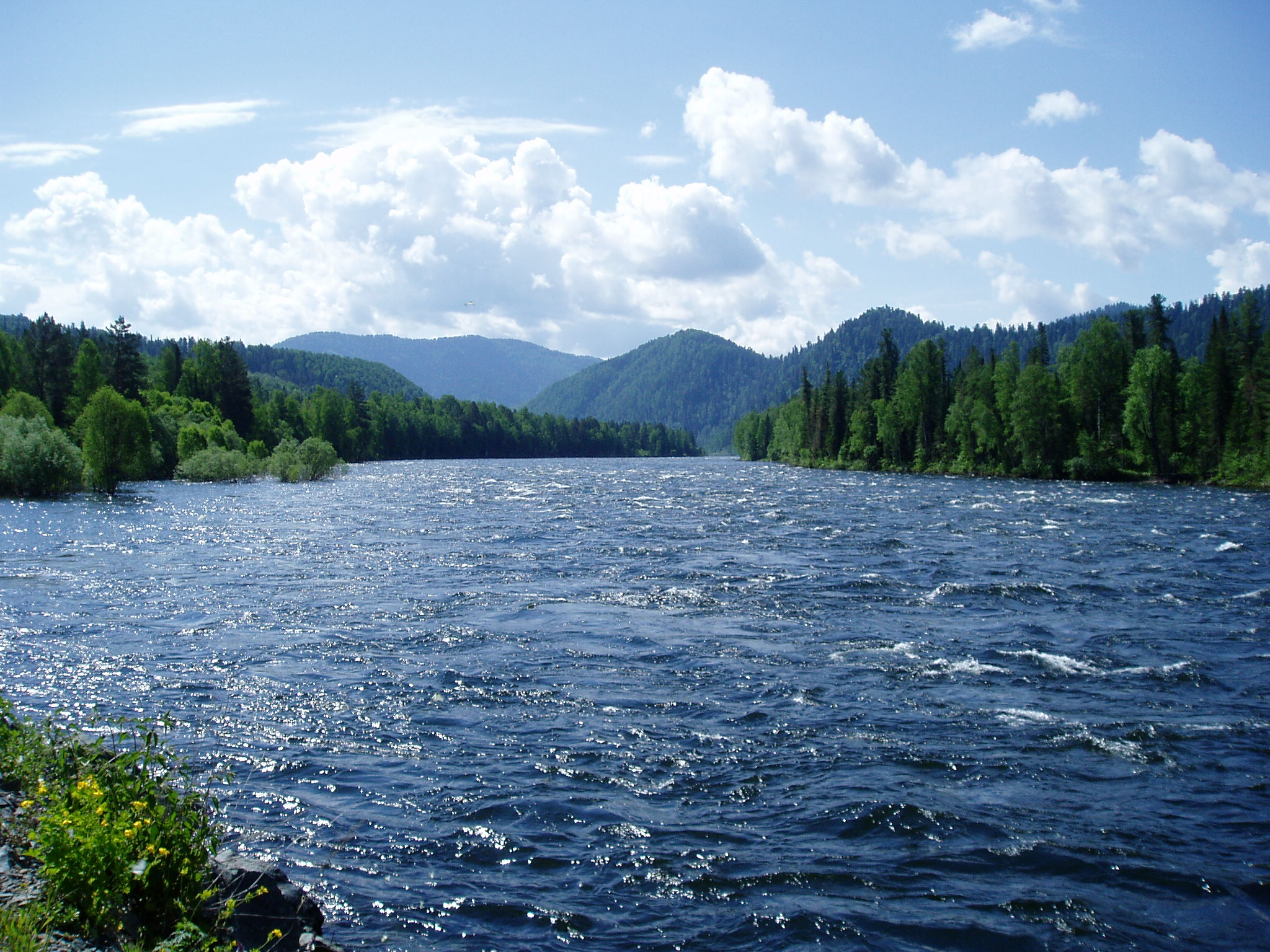
ビヤ川